# Nacionalisme anglès

Bandera d'Anglaterra

Mapa d'Anglaterra (vermell fosc) dins del Regne Unit (vermell suau)

Nacionalisme anglès és el nom donat al moviment polític nacionalista a Anglaterra que demanda autogovern per a Anglaterra, via devolució del Parlament anglès. Alguns nacionalistes anglesos van més lluny, i tracten d'obtenir el restabliment d'un estat sobirà independent d'Anglaterra, via dissolució del Regne Unit. Anglaterra és un dels països constituents del Regne Unit juntament amb Escòcia, Gal·les i Irlanda del Nord.